# Allocapnia brooksi
Allocapnia brooksi är en bäcksländeart som beskrevs av Ross 1964. Allocapnia brooksi ingår i släktet Allocapnia och familjen småbäcksländor. Inga underarter finns listade i Catalogue of Life.